# Tönnies Holding
Tönnies Holding er en tysk familieejet virksomhed i kødindustrien. De primære forretningsområder er kødproduktion af svinekød og oksekød. Det er Tysklands største indenfor produktion af svinekød. Tönnies har hovedsæde i Rheda-Wiedenbrück i Nordrhein-Westfalen.
I 2019 var virksomhedens omsætning på ca. 7,5 mia. euro og der var omkring 16.500 medarbejdere. Eksportandelen udgør ca. 50 %.
Tönnies er opdelt i forretningssegmenter: Svinekød, pølser, oksekød, convenience, ingredienser, logistik, internationale og centrale services. Tönnies har 25 udenlandske kontorer. Produktionsfaciliteter i Tyskland og udlandet.
Virksomheden blev etableret i 1971 af Bernd Tönnies. I dag er den primære ejer og formand Clemens Tönnies, der ejer 45 % af virksomheden.

## Danmark
I Danmark har Tönnies Holding opkøbt SB Pork i 2005 og Tican i 2016.